# Call Me a Mack
Call Me a Mack è il primo singolo del cantante statunitense Usher, pubblicato nel 1993 ed estratto dalla colonna sonora del film Poetic Justice.

## Tracce
- 7"

1. Call Me a Mack
2. Call Me a Mack (Extramental)